# Pig Island/Mātau
Pig Island/Mātau ist eine Insel im Lake Wakatipu, in der Region Otago, auf der Südinsel von Neuseeland.

## Geographie
Die Insel befindet sich im nördlichen Arm des Lake Wakatipu, rund 20 km nordwestlich von Queenstown entfernt. Mit einer Nordnordwest-Südsüdost-Ausrichtung erstreckt sich die Insel über eine Länge von rund 2,8 km und einer maximalen Breite von rund 600 m in Ost-West-Richtung. Damit dehnt sich Pig Island/Mātau über eine Fläche von rund 1,17 km² aus. Mit einer maximalen Höhe 347 m über dem Meeresspiegel erhebt sich die Insel rund 37 m aus dem Wasser.
Die Insel, die zu beiden Seiten des länglichen Sees rund 1,4 km und 3 km entfernt liegt, ist spärlich bewachsen und mit sehr wenig Baumbestand versehen.
Die Nachbarinsel Pigeon Island/Wāwāhi Waka schließt sich rund 335 m nordnordwestlicher Richtung an und in rund 970 m in westlicher Richtung ist die kleine rund 275 m lange und rund 65 m breite Insel Tree Island zu finden.